# セント・メリーズ・アカデミー・アンド・カレッジ
セント・メリーズ・アカデミー・アンド・カレッジ（英: Saint Mary's Academy and College）は、カンザス州セントメリーズに所在する、聖ピオ十世会の運営する学校religious schoolである。 

## セント・メリーズ・カレッジ
この地には、もともとアメリカインディアン宣教のため1848年にイエズス会により設立された、セント・メリーズ・カレッジ（英: St. Mary's College）が存在していた。この学校は、ミズーリ川の西、ロッキー山脈の東の最初の大聖堂の場所にある。 1851年の「ログ・カテドラル(丸太大聖堂)」のJohn Baptist Miège司教（イエズス会）は、「ロッキー山脈の東の司教」としてよく知られているが、彼は教皇ピオ9世のもとでカンザス州の使徒座代理を務めた。
ポタワトミ族が当地を離れた後は、大恐慌の最中に閉鎖されるまではイエズス会により全寮制男子校として運営された。1931年にこの465エーカー(1.9 km²)の区画はセントルイス大学 (イエズス会)の神学部に提供された。 第2バチカン公会議以降の神学校の都市移転に伴い、土地は売却され、イエズス会の神学部は1967年にセントルイスへと移転した。

### Athletics
セント・メリーズの運動競技チームは the Knights と呼ばれていた。 全米大学間運動競技協会 National Association of Intercollegiate Athletics (NAIA) のメンバーであり、1902-03年および1930-31年にカンザス大学運動競技連盟 Kansas Collegiate Athletic Conference (KCAC) に主に出場した。このシーズンをもって学校自体が閉校した。

## セント・メリーズ・アカデミー・アンド・カレッジ
1978年に聖ピオ十世会が主要な建物12棟の所有権を獲得した。現在の学校は、The Society of Saint Pius X, Saint Mary's, Inc. としてカンザス州で法人化されている。したがって、以前の（イエズス会が運営していた）セント・メリーズ・カレッジとは関係がない。
2014年より、アカデミーには幼稚園から高校まで800名以上の学生が在籍し、また2年制大学のリベラルアーツ・カリキュラムの登録者数は90名を超える。セント・メリーズには神学校課程は存在しない。8年生以上の生徒には入寮することを勧めている。
2002年、カンザス州知事はセント・メリーズ・アカデミー・アンド・カレッジの教育カリキュラムの卓越性を正式に認めた。アカデミーもカレッジも、いかなる認証評価機関から認証されていないにもかかわらず、両者ともカンザス州評議員会の承認を得て運営されている。
アカデミーは2002年から独自のラジオ局である KSMK-LP 98.3 FM を運営している。
アカデミーのスポーツチームはカンザス・クリスチャン・リーグでアメリカンフットボールとサッカーのリーグ戦を戦い、また一部のノンリーグチームとも対戦する。
セント・メリーズ・アカデミー・アンド・カレッジは、約4,300人の信徒を擁するSSPX教区でもある(2014年時点)。
2019年、セント・メリーズ・アカデミー・アンド・カレッジは新しくイマクラータ教会 (Immaculata Church) を建設することを公表した。計画によれば、新しい教会には1500人を収容することができ、カンザス州では最大の SSPX 教会となる予定だという。 https://discover.anewimmaculata.org

## 論争
2008年2月、セント・メリーズ・アカデミーは、ある女性審判が高校のバスケットボールの試合で審判を務めることができないと告げられたことでニュースになった。もう一人の男性審判の主張によれば、誰かから「（女性審判は）セント・メリーズの信条のため、男子生徒に対して権威ある立場に就いてはならないからだ」と言われたとのことである。同校はこの「信条」の存在を否定している。セント・メリーズ・アカデミーは Kansas State High School Activities Association の認可校リストから一旦削除されたが、2年後に復帰した。
セント・メリーズ・アカデミー・アンド・カレッジはプレスリリースで、以下のようにこの事件に対して回答している。
この「信条」が、セント・メリーズ・アカデミーによって明言されておらず、また、セント・メリーズ・アカデミーの職員にも保持されていないことは、同校の教職員には、才能と博識を備えた名誉ある女性が数多く含まれているという事実によって証明されています。
セント・メリーズ・アカデミーは、共学に関するカトリック教会の指示に従っています。 教会は常に、思春期には、特に体育分野において、男女別に教育するべきであるという理想を推進してきました (参照. Divini Illius Magistri - Encyclical on the Christian Education of Youth, by Pope Pius XI, 1929 (教皇ピオ11世による、若いクリスチャンの育成に関する1929年の回勅) and The Instruction of the Sacred Congregation of Religious on Co-Education, A.A.S., 25 (1958) pp. 99-103)。思春期の少年の育成は、思春期の少女の育成が女性によって最もよく達成されるのと同様に、男性のロールモデルにより最もよく達成されるのであり、したがって、男子競技では、種々のロールモデル (コーチや審判) が男性であることが重要と考えられます。

（原文）
This alleged reason was neither stated nor is it held by any official of St. Mary's Academy, as evidenced by the fact that the faculty and staff of St. Mary's includes many honorable ladies of talent and erudition....
St. Mary's Academy follows the directives of the Catholic Church regarding co-education. The Church has always promoted the ideal of forming and educating boys and girls separately during the adolescent years, especially in physical education (Cf. Divini Illius Magistri - Encyclical on the Christian Education of Youth, by Pope Pius XI, 1929 and The Instruction of the Sacred Congregation of Religious on Co-Education, A.A.S., 25 (1958) pp. 99-103). This formation of adolescent boys is best accomplished by male role models, as the formation of girls is best accomplished by women. Hence in boys' athletic competitions, it is important that the various role models (coaches and referees) be men.
2004年、同校は対ホワイトシティ高校のアメリカン・フットボールの試合で、相手チームに女子選手がいたために試合を棄権した。

## 著名人
セント・メリーズ・カレッジ卒業生
- Robert Casey (1890–1962) 退役軍人であり、Chicago Daily Newsの新聞記者兼コラムニスト。
- チャールズ・コミスキー (1859–1931) 野球選手、監督、チームオーナー。シカゴ・ホワイトソックスの創設オーナーであり、コミスキー・パークには彼の名がつけられている。

教職員
- Ernest Quigley (1880–1960).  バスケットボールの審判、メジャーリーグベースボールの審判、カンザス・ウェズリアン大学 (Kansas Wesleyan University) のアメリカン・フットボールのコーチ。 セント・メリーズ・カレッジでは、1903年から1912年までコーチ、教師、スポーツディレクターを務めた。